# تاريخ زنجبار

علم سلطنة زنجبار

سكن الإنسان جزيرة زنجبار تلك منذ 20,000 سنة، ولكن تاريخ الجزيرة الحقيقي بدأ منذ أن تحولت إلى قاعدة للرحلات التجارية ما بين بلاد العرب والهند وأفريقيا. فموقع جزيرة أنغوجا (الجزيرة الكبرى لزنجبار والصغرى اسمها بمبا) أعطى الحماية الطبيعية لمينائها، وكذلك أرخبيلها الذي له بعض الأهمية، وقد استوطن العرب بالمكان الذي يسمي حاليا مدينة زنجبار، وهو المقر التقليدي للتجارة مع مدن ساحل شرق أفريقيا. وأقاموا الحاميات حول الجزيرة وبنوا فيها أول مسجد بنصف الكرة الجنوبي.
خلال عصر الاستكشافات، كانت الإمبراطورية البرتغالية أول قوة أوربية تمكنت من السيطرة على زنجبار وبقيت تحت سيطرتها 200 عام، ثم وقعت تحت نفوذ سلطنة عمان عام 1698 والتي طورت نظام التجارة والاقتصاد والمحاصيل. وتحسين المزارع لزراعة التوابل والقرنفل والثوم، حتى أعطي لها لقب مجازي وهو جزر التوابل، لينافس جزر الملوك المستعمرة الهولندية بأندونيسيا. ولها تجارة أخرى وهي العاج والتي تؤخذ من أنياب الفيلة التي تقتل في بر أفريقيا، أما المصدر الثالث للتجارة فهو تجارة الرقيق، حيث كان الآلاف من سكان المناطق المجاورة يؤسرون ويباعون كعبيدٍ على أرض الجزيرة، كما أدى ذلك إلى استقبال زنجبار كغيرها من الموانئ الأفريقية لأعداد كبيرة من تجار العبيد القادمين من أوروبا وأمريكا تحديداً مما أعطى لزنجبار أهمية في تجارة الرقيق عند العرب، فالمحيط الهندي يضاهي شهرة في مايسمى المثلث التجاري ما بين أوروبا وأمريكا وأفريقيا لتجارة الرق. ويسيطر سلطان زنجبار على جزء كبير من الساحل الشرقي لأفريقيا والمسمى بساحل الزنج وأيضا على على الطرق الداخلية الواسعة النطاق.
بدأت الهيمنة البريطانية على الجزيرة أحيانا بشكل متدرج وأحيانا بشكل متقطع، ومنها كان تحت مسمى التحرير من العبودية. حتى أصبحت زنجبار محمية بريطانية في تاريخ 1890. فعندما مات السلطان وخلفه آخر لم تكن الحكومة البريطانية راضية عنه، فقاد ذلك إلى أقصر حرب بالتاريخ والمسماة الحرب الإنجليزية الزنجبارية والتي تعتبر أقصر حرب بالتاريخ.
حصلت تلك الجزر على استقلالها من بريطانيا عام 1963 كحكم ملكي. ولكن بعد شهر قامت ثورة زنجبار الدموية، حيث قتل الآلاف من العرب والهنود وتم طرد آلاف آخرين ومصادرة أملاكهم. وقاد ذلك إلى اعلان عن جمهورية زنجبار وبمبا. التي اتحدت بعدها بفترة قصيرة مع تنجانيقا، والتي كونت بعد ذلك مايسمى تنزانيا، وإن استمرت زنجبار كمنطقة ذات حكم ذاتي. وقد ظهرت زنجبار بالوقت الحالي في الأخبار العالمية من خلال مذابح أهاليها المسلمين عام 2001 التي اعقبت الانتخابات المتنازع عليها.

## ماقبل التاريخ

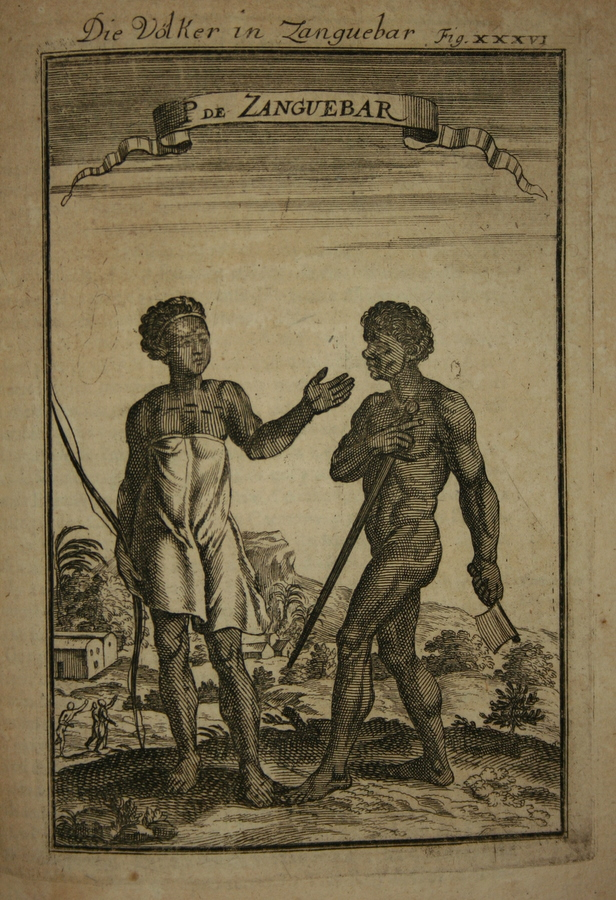
رسم توضيحي لسكان زنجبار يعود لعام 1685، من إحدى نسخ مؤلفات الجغرافي الفرنسي آلان مانسون ماليت (Mallet)، التي نُشرت بين 1683 و1719.

كانت زنجبار مأهولة منذ العصر الحجري. فقد وجد كهف يحتوي على آثار صغيرة لأدوات أظهرت بأن الإنسان سكن الجزيرة منذ 20,000 سنة. وتلك الأدوات كانت معروفة حتى العصر الحجري المتأخر (مجتمعات الصيد). الاكتشافات الأثرية للكهف الجيري بواسطة تقنية الكربون المشع اظهرت وجود فترة استيطان حديثة، منذ حوالي 2800 قبل الميلاد وحتى العام الميلادي الأوّل. وقد وجد من بين آثار تلك المجتمعات قلائد زجاجية آتية من جميع أرجاء المحيط الهندي. وهو اعتقاد بوجود شبكات قديمة للتجارة عبر المحيط، وعلى الرغم من أن بعض الرواة عبروا عن تشككهم لهذا الاحتمال.
لم يكتشف وجود أي قطع من الفخار كانت تستخدمها المجتمعات الزراعية القديمة أو الحديثة بأي من الجزيرتين (زنجبار ومافيا) خلال الألفية الأولى من قبل الميلاد. وظهرت دلائل على أن بداية المجتمعات الزراعية المتأخرة واستعمال الحديد بدأ منتصف الألف قبل الميلاد وتشير إلى ظهور المجتمعات الحضرية مع بداية بناء البيوت الخشبية والطينية. وهذا يعتبر إلى حد ما أقدم من بعض البلدات المكتشفة بساحل شرق أفريقيا والتي بدأت منذ القرن التاسع قبل الميلاد. ويعتبر جزيرتي هاديمو وتومباتو هما أول من سكنها أسلافهم الأوائل القادمين من ساحل أفريقيا الشرقي حوالي 1000 قبل الميلاد، ومن مجموعات عرقية مختلفة وسكنوا في قرى صغيرة ويظهر أنهم فشلوا بتكوين كيان سياسي قوي، لعدم وجود تنظيم مركزي كما أنهم اظهروا الخنوع للغزاة الخارجيين.

## الحكم العربي الأول
دلت الآثار الفخارية عن وجود خطوط تجارية قديمة مع زنجبار تعود إلى أيام الأشوريين. فربما يكون التجار العرب (خصوصا اليمنيين وسكان الخليج من العراق وشيراز) وأيضا من الهند قد اتوا زنجبار ابتداء من القرن الأول ميلادي. فقد استخدموا الرياح الموسمية للإبحار خلال المحيط الهندي والوصول إلى مرفأ مايسمى اليوم بقرية زنجبار، على الرغم من شح المصادر المهمة للتجار بالجزيرة، إلا أنهم أوجدوا الموقع الجيد لعمل الاتصالات والقيام بالتبادل التجاري مع القرى الأخرى بساحل أفريقيا الشرقي. وقد وصل الإسلام إلى زنجبار عن طريق الهجرات العربية والشيرازية إلى شرق أفريقية في نهاية القرن الأول الهجري ومن أوائل الهجرات العربية :
هجرة من قبيلة الأزد في سنة 95 هجرية وأكثر العرب المهاجرين إلى هذه الجزيرة هم من العمانيين في زمن سعيد بن سلطان خصوصا قبيلة الحرث.
في عهد الخليفة عبد الملك بن مروان قام الحجاج بن يوسف الثقفي بمحاولة ضم عمان إلى الدولة الأموية وكان يحكمها حينذاك سليمان وسعيد أبنا عبدالجلندي وهما من أعظم سلاطين عمان، وقد امتنعا عن الحجاج، فأرسل إلى عمان جيشا كبيرا لا حول لهما به فآثرا السلامة وحملا ذراريهما وخرجا بمن تبعهما من قومهما فلحقوا جميعا بأرض الزنج في شرق أفريقيا وقد تكون تلك الأرض هي زنجبار.
وبالقرن العاشر ميلادي بدا التخطيط العمراني المصاحب بإدخال المواد الحجرية في صناعة البناء بساحل أفريقيا الشرقي. وفي أواخر القرن ال11 وأوائل القرن ال12 بدأ التجار بالاستقرار كمجموعات صغيرة في زنجبار وتزاوجوا مع سكانها الأفارقة. ثم حكموها حكما وراثيا سمى بمويني مكو أو السلطان، والتي برزت في جزيرة هاديمو، وهناك الشاه وهو أقل سلطة في تومباتو. كانت كلا من زنجبار والجزيرة الخضراء (جزيرة بمبا) و جزيرة مافيا وممباسا وكيلوا وجزر القمر في العهود السابقة للاستعمار الغربي رقعة جغرافية وسياسية واحدة، فبداية الحكم الإسلامي في زنجبار خصوصا والشرق الإفريقي عموما بدأت مع بداية الهجرة الجماعية إليها، حيث اشترى السلطان حسن بن علي الشيرازي جزيرة كيلوا من حاكمها الوثني وامتلكها مع أولاده، وكان أول من ملك البلاد (يقصد شرق أفريقيا) منهم السلطان علي بن الحسين بن علي، وذلك في أواسط القرن الثالث الهجري وولى ولده محمد بن علي على ممباسة، وبعد اضطراب الأمور وحدوث الفتن خرج بعض ذرية السلطان علي بن الحسين من كيلوا إلى زنجبار لطلب النصرة من سلطانها كما أن صاحب السلوة ذكر أن السلطان سعيد بن سلطان، سلطان كلوة (وليس المراد هنا السلطان سعيد البوسعيدي) حين قام منازعا في الملك فلما لم يكن له طائل، ترجح له أن يخرج من البلاد مهاجرا إلى زنجبار لطلب النصرة على سلطانهم. فلما وصل زنجبار وجد السلطان فيها هو السلطان حسن بن السلطان بن بكر، فطلب منه النصرة على كلوة فوعده بذلك، ويبدو أن هذه الجزر الواقعة في شرق أفريقيا كانت عبارة عن سلطنات إسلامية على رأس كل سلطنة سلطان. ولكن الحال واحدة حيث دبت الخلافات وشبت الحروب بين الاخوة وأبناء الملة الواحدة والذي يؤكد هذا الكلام أن المسعودي قال في مروجه أثناء الكلام عن هذه الجزر الواقعة في بلاد الزنج من المحيط الهندي (أن حكامها كانوا مسلمين) وذلك كان في القرن الرابع الهجري، ولكن رغم ذلك فقد شهدت هذه الدول وهذه السلطنات تطورا حضاريا في مجالات عدة على ذات النسق الذي كانت تعيشه المدن العربية ومدن الخليج العربي كما يحدثنا سبنسر ترمنجهام عن ذلك التأثر الحضاري في شرق إفريقيا عموما وزنجبار خصوصا، بالحضارة الإسلامية فيقول: (وكان الارتباط بحضارات الدول التي جاء منها المستوطنون الأوائل قويا شديدا فعمل الشعب الجديد على تقليد حياة مدن جنوب الجزيرة العربية ومدن الخليج العربي).
ويقول المؤرخ الأمير شكيب أرسلان في كتابة (حاضر العالم الإسلامي) إن العرب العمانيين قد تملكوا الجزر والسواحل في شرق أفريقيا، كانت زنجبار تخضع لسلطنة عمان سواء في عهد السلاطين اليعاربة أو سلاطين آل بوسعيد. وكانت السلطة العمانية تمتد إلى مومباسا وماليندي ومقديشو وأسمرة وبعض المدن في وسط أفريقيا وقد ظلت سيطرة العمانيين على زنجبار وساحل شرق أفريقيا حوالي ألف عام ولم تنقطع السيطرة العمانية عن تلك المناطق إلا لفترات قصيرة بسبب رحلات الاستكشاف البرتغالية التي أعقبها الاستعمار البرتغالي نفسه فانتزعوها منهم عام 1503 م، وبقيت في ايديهم إلى ان طرد الامام سلطان بن سيف البرتغاليين من عمان ومن ساحل شرق أفريقيا.
أدى تواجد العرب والمسلمين من عمان وبلاد فارس إلى ازدهار الجزيرة وجعلها ميناء للتجارة بأنواع مختلفة من البضائع. كما تمتعت بعلاقات وثيقة مع الصين والهند وأوروبا. يعتمدون في حياتهم على ما يصطادون من البحر. وعلى ما يبيعونه في الأسواق المجاورة. جذبت روائع زنجبار العديد من الرحالة المعروفين، والذين كان من بينهم الرحالة المغربي ابن بطوطة. وقد تحدثوا جميعا عن ميناء زنجبار المزدحم. يقال أن المسلمين الفارسيين قد جاءوا إلى هناك منذ القرن العاشر الميلادي. حتى أن بعضهم قد استقر هناك وتزوج من السكان المحليين. ما زال أحفادهم يقيمون هناك وهم يعرفون بالشيرازيين.

### مسجد كيزمكازي

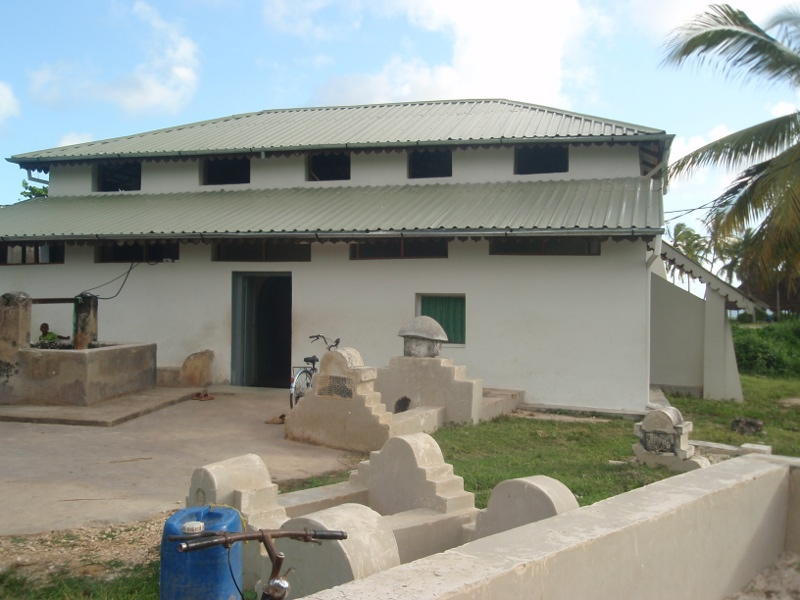
مسجد كيزمكازي

يعرف الجامع محليا أيضا باسم مسجد شيرازي ديمباني وهو يقع بالقرب من قرية كيزمكازي جنوب الجزيرة وذلك حوالي 500 هجري / 1107 ميلادي وهو أقدم مسجد بنصف الكرة الجنوبي وقد بناه اليمنيون. ومع هذا ما زالت بنيته صلبة قوية. وتزين جدران المسجد الأمامية ومحرابه عبارات من القرآن الكريم نحتت بالأحرف الكوفية.

## حكم البرتغاليون

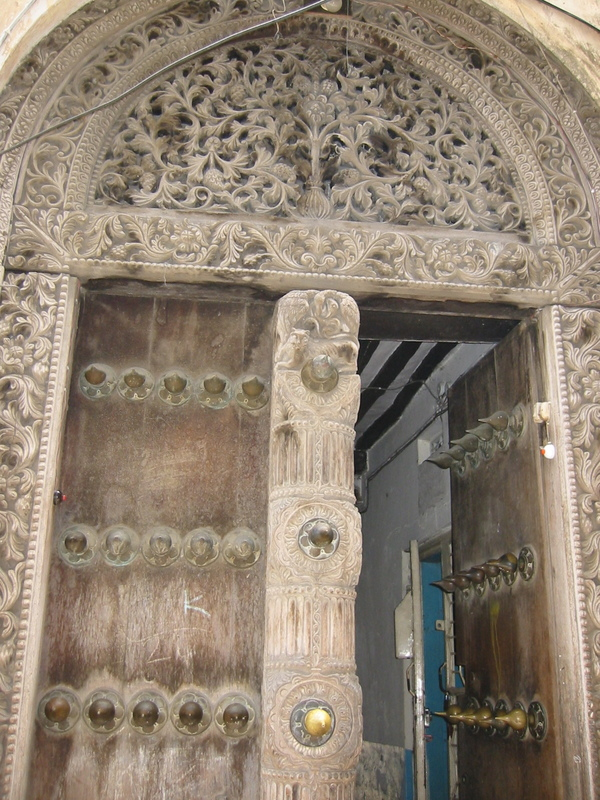
باب منحوت في ستون تاون.

كان قدوم المستكشف البرتغالي فاسكو دا غاما إلى المنطقة عام 1497 م بداية النفوذ الأوروبي على المنطقة، فقد قدم إلى المنطقة بعد محاولات داياز وداكوفيلهان المشجعة، فعبر رأس الرجاء الصالح مبحرا إلى الهند ومبقيا سفنه قريبة من ساحل شرق أفريقيا. وقد مر على زنجبار وتوقف في مومباسا حيث استقبل استقبالا عدائيا من السلطان، ولكنه استقبل بحفاوة في ماليندي، الأعداء التقليديين لمومباسا، مما مكنه من تكوين صداقة قوية على طول ساحل ماليندي وبنى نصب تذكاري بها، وتعاقد مع الدليل العربي أحمد بن ماجد والذي استطاع بخبرته في الرياح الموسمية بعبور المحيط الهندي وأن يصل بالحملة إلى كاليكوت (ما يعرف اليوم بكوزيكود) في جنوب غرب الهند. وقد رسي ليوم واحد في أنغوجا عند عوته من الهند قافلا إلى البرتغال عام 1499 م.

وقد توالى قدوم المستكشفين إلى المنطقة مع بداية القرن السادس عشر وسجلوا عن المظاهر الحضارية التي تتميز بها زنجبار خصوصا وشرق أفريقيا عموما. فقد قال الرحالة البرتغالي دوراراث باربوسا واصفا المنطقة قبل مجيء الاستعمار: 
ما إن وصلت سفن فاسكودي غاما إلى سفالة حتى فوجئت بما لم أكن أتوقعه فقد وجدنا موانئ تطن كخلايا النحل ومدناً ساحلية عامرة بالناس وعالما تجارياً أوسع من عالمنا كما وجدنا من البحارة العرب رجالاً عبروا المحيط الهندي ويعرفون دقائق مرافئه وسجلوا هذه الدقائق في خرائط متقنه لا تقل فائدة عما كانت تعلمه أوروبا.
وقد قرر البرتغاليون احتلالها بعدها بأربعة أعوام، فنسوا جميع الصداقات التي بنوها هنا بمجرد وصولهم أنغوجا عام 1503 م. فما أن حطت سفنهم جنوب الجزيرة حتى أسروا 20 سفينة شراعية سواحيلية وقتلوا 35 من بحارة تلك السفن، ثم أجبروا معيني مكو وهو سلطان الجزيرة على الخضوع لحكم البرتغاليين، والسماح لسفنهم في العبور خلال الجزيرة وطلبوا منه أن يدفع للتاج البرتغالي ضريبة سنوية. فأضحت جزء من الإمبراطورية البرتغالية في أغسطس 1505 عندما هاجم الأسطول البرتغالي بقيادة فرانسيسكو دا ألميدا مومباسا، ثم جزيرة بمبا 1506.
وفي عام 1510 تم إسقاط ضريبة انغوجا وثار أهالي بمبا على البرتغاليين. فبدأ بنهب وحرق القرى في أنغوجا وبمبا. ثم استعاد البرتغاليون سيطرتهم على تلك الجزيرتين، وما أن مر عام 1525 حتى تم السيطرة على معظم ساحل أفريقيا الشرقي ابتداء من جزيرة لامو بكينيا حتى سفالة. فسيطر البرتغاليون على تجارة الذهب والعاج والأبنوس والعبيد فصارت تنقل من داخل أفريقيا إلى مستعمراتهم في الهند أو تنقل إلى البرتغال.

## عودة العُمَانيِّين إليها

### اليعاربة
أرسل الإمام سلطان بن سيف الأول السفن العمانية أمام سواحل أفريقيا الشرقية أعوام 1650, 1652, 1655 م وذلك لمهاجمة الحاميات البرتغالية في زنجبار وبمبا فدمرتها وقتلت عددا من البرتغاليين واستولى المهاجمون على زنجبار وبمبا 1652 م، كما حاصر ممباسا مدة خمس سنوات وقضى على البرتغاليين فيها. كما نجحت دولة اليعاربة في عهد الإمام سيف بن سلطان الأول في وضع حد للنفوذ البرتغالي في شرق أفريقيا حين نجح الأسطول العماني عام 1696 م في تدمير الحاميات البرتغالية الموجودة في بمبا. وتمكن بعد حصار ممباسا الذي استمر 33 شهرا من عام 1696 إلى عام 1698 م من هزيمة البرتغاليين وطردهم من المدن والجزر على الساحل الشرقي لإفريقيا وتعيين ناصر بن عبد الله حاكما على ممباسا. وهكذا امتدت السيادة العمانية في شرق أفريقيا من رأس دلجاو جنوبا حتى مقديشو شمالا. وأسسوا الحاميات في زنجبار وبمبا وكلوة. وبالرغم من الانتصارات التي حققها الإمام سلطان بن سيف في زنجبار، إلا أن الجلاء البرتغالي لم يتم إلا في عهد الإمام سيف بن سلطان الذي وضع حجر الأساس لبحرية عُمان الشهيرة التي سيطرت على جميع الساحل الإفريقي الشرقي من (ممباسة) إلى (كلوه) إذ سيطر العُمانيون على ممباسة (1110 هـ/1698 م) وسيطروا على بمبا وزنجبار وبته وكلوة، وكانت موزمبيق هي الوحيدة التي قاومت الأسطول العربي العُماني وبقيت بأيدي البرتغاليين إلى القرن العشرين، وقد حاول البرتغاليين استعادة مراكزهم البحرية الضائعة وقاموا بهجوم موحد على زنجبار ومسقط في آن واحد عام (1142 هـ/1729 م) ولكنهم أصيبوا بهزيمة منكرة، وبذلك انهارت آمال البرتغال في استعادة سيادتها على الخليج والمحيط الهندي، وامتد نفوذ عُمان من جنوب الجزيرة العربية وسواحل شرقي أفريقيا في الغرب إلى سواحل وادي السند في الشرق.
وكانت ممباسا مقر الولاة وكان الأئمة اليعاربة في عمان يرسلون ولاتهم إليهما وإلى غيرها من بلاد شرق أفريقية ولما ضعفت قوة اليعاربة في عمان عرض الإمام سيف بن سلطان الثاني على المزاريع ولاية ممباسة على أن يدفعوا له شيئا معلوما كل سنة وهكذا صار الشيخ المزروعي يحكم ممباسا وزنجبار وملحقاتها سنة 1163 هـ. وفي أثناء ولاية الشيخ محمد بن عثمان انتقلت الإمامة من اليعاربة إلى الإمام أحمد بن سعيد البوسعيدي فانتهز الوالي المزروعي الفرصة وأراد أن يستقل بملك ممباسا وملحقاتها وامتنع عن دفع الضريبة المفروضة فقام أحمد بن سعيد بمهاجمة المزاريع والقضاء التام عليهم وخضعت مومباسا وملحقاتها وزنجبار وجزيرة بمبا للحكم البوسعيدي في عمان.

### البوسعيد

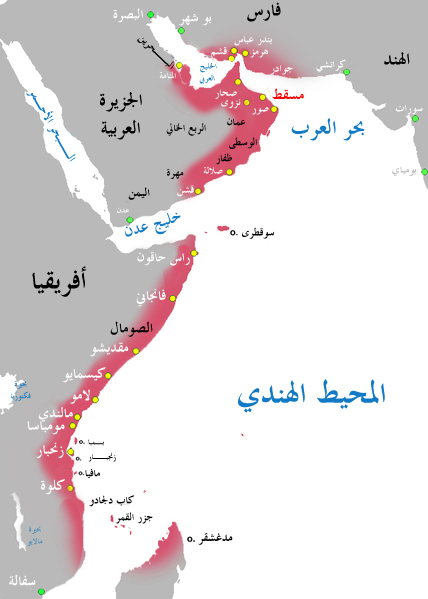
سلطنة مسقط وعمان في أوج قوتها عام 1856 قبل أنفصالها إلى سلطنة عمان وسلطنة زنجبار

تولى الحكم السيد سعيد بن سلطان الذي صمم رغم مشكلاته الداخلية والخارجية على تثبيت نفوذه واستعادة ممتلكات عمان وإعادة السيطرة العمانية على شرقي أفريقيا. كانت أول زيارة له إلى جزيرة زنجبار في عام 1243 هـ / 1828 م بعد جولة إلى ممباسة وقد ناوشه المزاريع ثم سلموا له القلعة، وبذلك خلصت له ممباسة وأصبح يسيطر على جميع شرقي أفريقيا. ومكث هذا السلطان ثلاثة شهور في زنجبار ثم عاد إلى عمان بعد اخماد القلاقل الموجودة هناك. ثم عاد بعدها إلى زنجبار ليتخذها عاصمة جديدة لدولته التي امتدت من أرض عمان والخليج العربي وبندر عباس من أقاليم فارس وحتى رأس دلفادو في أقصى شرق أفريقيا وداخلية البر الإفريقي مثل دودما، تانقا, وغيرها من المدن بل امتدت سلطنته لتصل إلى بعض أجزاء الهند، وكان ذلك ابتداء من عام 1832 م عندما انتقلت العاصمة من مسقط إلى زنجبار.

#### اسطول السلطان سعيد البحري
ازدهرت الحياة الاقتصادية في زنجبار في عهده ازدهارا لا مثيل له حيث عمت التجارة واتسع نطاقها، بفضل الاسطول الكبير الذي كان يمتلكه، والذي يعتبر ثاني أضخم اسطول بحري بالمحيط الهندي، إلا أنه كان يستخدم اسطوله هذا في التجارة لا في الحرب، وقد اشتهر عنه مقولته:«إنني تاجر قبل أن أكون سلطانا»، وكانت سفنه تصل في رحلاتهاإلى موانئ فرنسا وبريطانيا وغيرها للتبادل التجاري.
وينسب إلى السلطان سعيد فضل زراعة القرنفل التي اشتهرت بها الجزيرة في أرجاء المعمورة. وحرص السلطان سعيد عند انتقاله إلى زنجبار ان يحضر معه الكثير من عرب عمان ونقل معه العديد من التجار الهنود الذين عرفوا بنشاطهم التجاري في مسقط حتى تمكنوا من الهيمنة على تجارة زنجبار.
وقد امتد نفوذ العرب داخل البر الأفريقي وامتد صيت زنجبار واتسع نفوذها، فبعد أن نجح السلطان سعيد عام 1837 م في ضم ممبسة إلى حكمه وانهاء حكم المزاريع، وكذلك حاول الامتداد بسيطرته إلى جزيرة مدغشقر حيث قدم مشروع للتحالف مع ملكتها وذلك بالزواج منها. كما توسع في سواحل الصومال توسعا سلميا، وكان سبيله هو إلى ذلك هو ربط موانئها بنظامه الاقتصادي الحر، حتى استطاع أن يستولي على سواحل أفريقيا الشرقية من رأس جردفون شمالا إلى خليج دلجادو جنوبا. وأقام علاقات ديبلوماسية مع ملوك الدنيا ورؤساء جميع الدول دون استثناء كما بنى القصور والدور والحمامات ولا تزال هذه الآثار العظيمة شاهدة إلى يومنا هذا على ازدهار زنجبار وأشهرها القصر الذي بناه السيد سعيد على شاطئ المحيط واسماه قصر " المتوني" واسمه مأخوذ من نهر المتوني، وهو نهر صغير في زنجبار ينبع من مكان غير بعيد عن القصر ثم يجري نحوه ويخترق بساتينه ثم ما يلبث ان يتفرع داخلها إلى جداول صغيرة تنساب صافية إلى مختلف الاتجاهات، ثم تنتهي مياهه إلى المحيط، كما بنى ابنه السلطان برغش قصر العجائب. غالبًا ماأكدت انطباعات زوار زنجبار على الجمال الخارجي لها. حيث وصف المستكشف البريطاني ريتشارد فرانسيس بيرتون زنجبار سنة 1856 بـ:"التقت الأرض بالبحر والسماء بصورة ناعمة وحساسة ... فالبحر ياقوت أزرق (زفير) صافي لم تنفصل أشعته الزرقاء مع الغلاف الجوي. إضافة إلى جمال الطبيعة كانت المآذن البيضاء اللامعة للمساجد وقصور السلطان في ستون تاون التي تجعل المدينة تبدو للرحالة الغربيين من بعيد أشبه ب"خيال شرقي" أعيد إلى الحياة. ولكن هناك من عاش بالمدينة ووصف ستون تاون بأنها مدينة ذات رائحة كريهة تفوح من الفضلات البشرية والحيوانية والقمامة التي تحتوي على جيف متعفنة والصرف الصحي. وكتب المستكشف البريطاني الدكتور ديفيد ليفينغستون الذي عاش في ستون تاون سنة 1866 في مذكراته:"إن الرائحة النتنة والفظيعة جدا الموجودة من مسافة ميل ونصف أو حوالي 2 ميل مربع في شاطئ البحر المكشوف هو مخزون قاذورات المدينة العام...". بالإضافة إلى الروائح الكريهة المنتشرة في ستون تاون وصفت مذكرات الزوار المدينة بأنها مليئة بالعبيد الجائعين وقد ازدهرت فيها الكوليرا والملاريا والأمراض الجنسية.
بعد وفاة السلطان سعيد عام 1856 م حصلت مناوشات بين أبنائه على وراثة العرش. حتى تدخل الإنجليز بتاريخ 6 أبريل 1861 فقسموا الدولة إلى سلطنتين، سلطنة عمان ومسقط ويحكمها السلطان ثويني بن سعيد وسلطنة زنجبار ويحكمها السلطان ماجد بن سعيد وأن يدفع ماجد سنويا 40,000 دولار ماريا تريزا كتعويض، ولكنه لم يدفع سوى سنة واحدة وتوقف عنها.

## سلطنة زنجبار

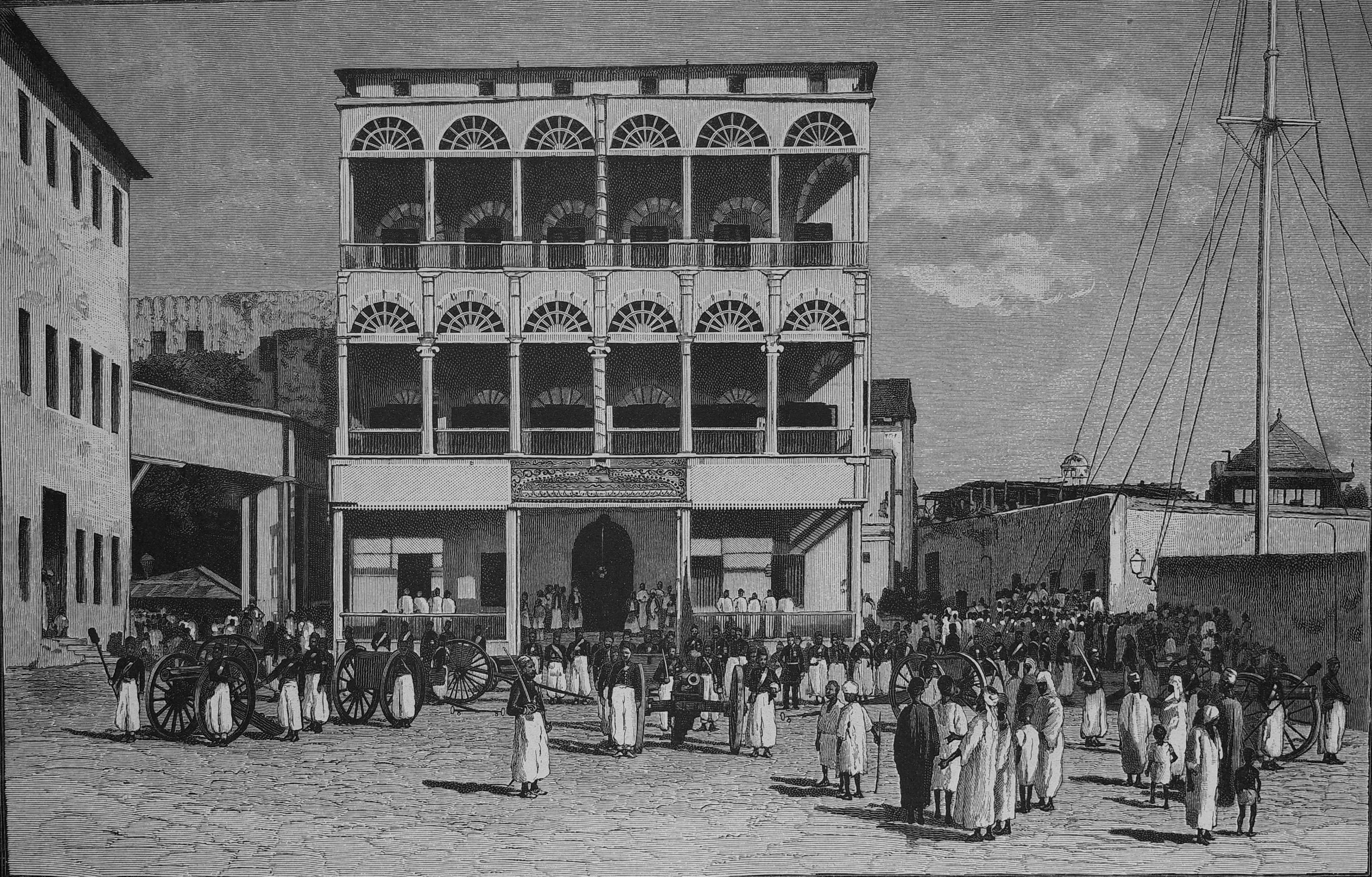
ستون تاون 1885

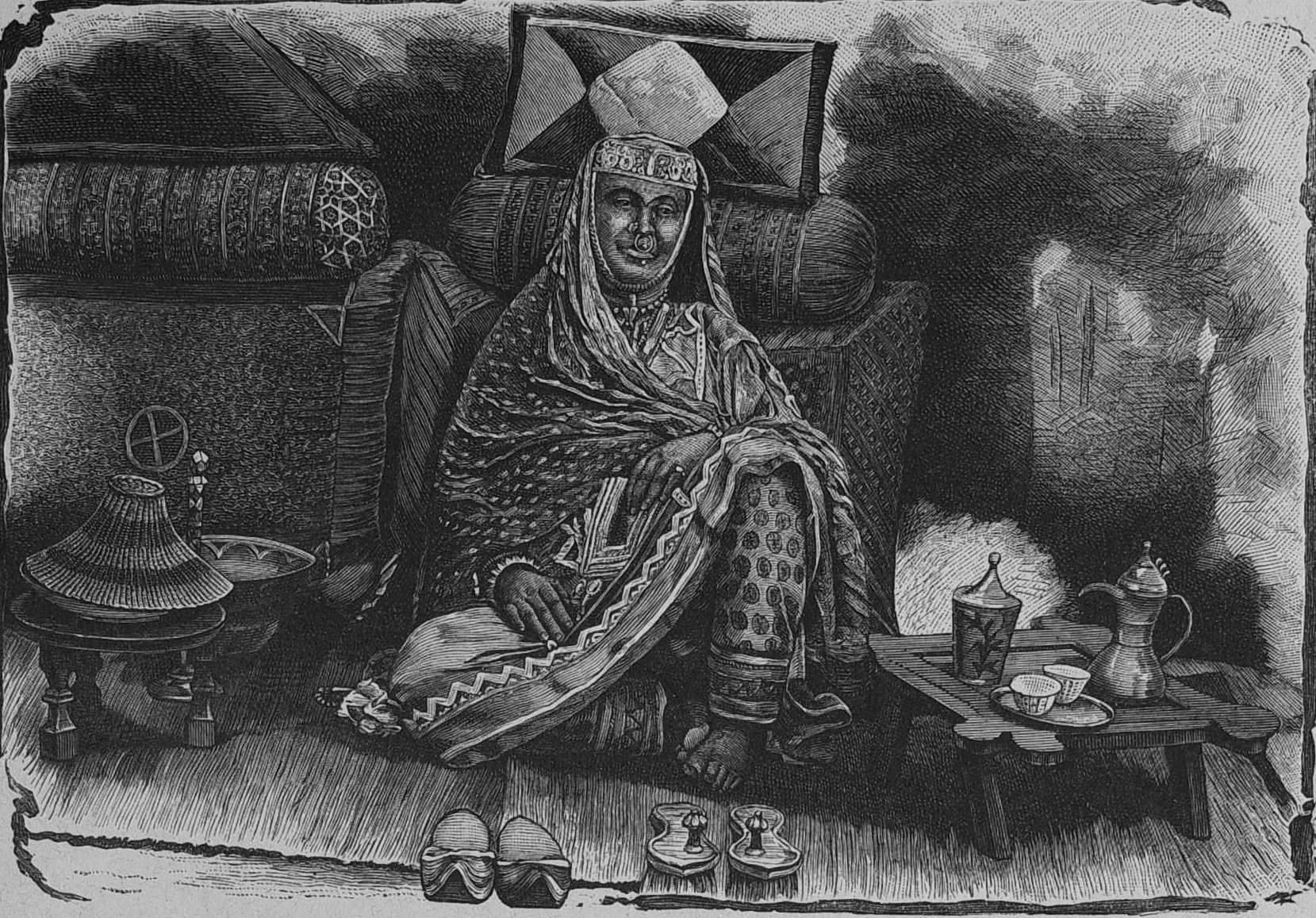
امرأة زنجبارية 1885

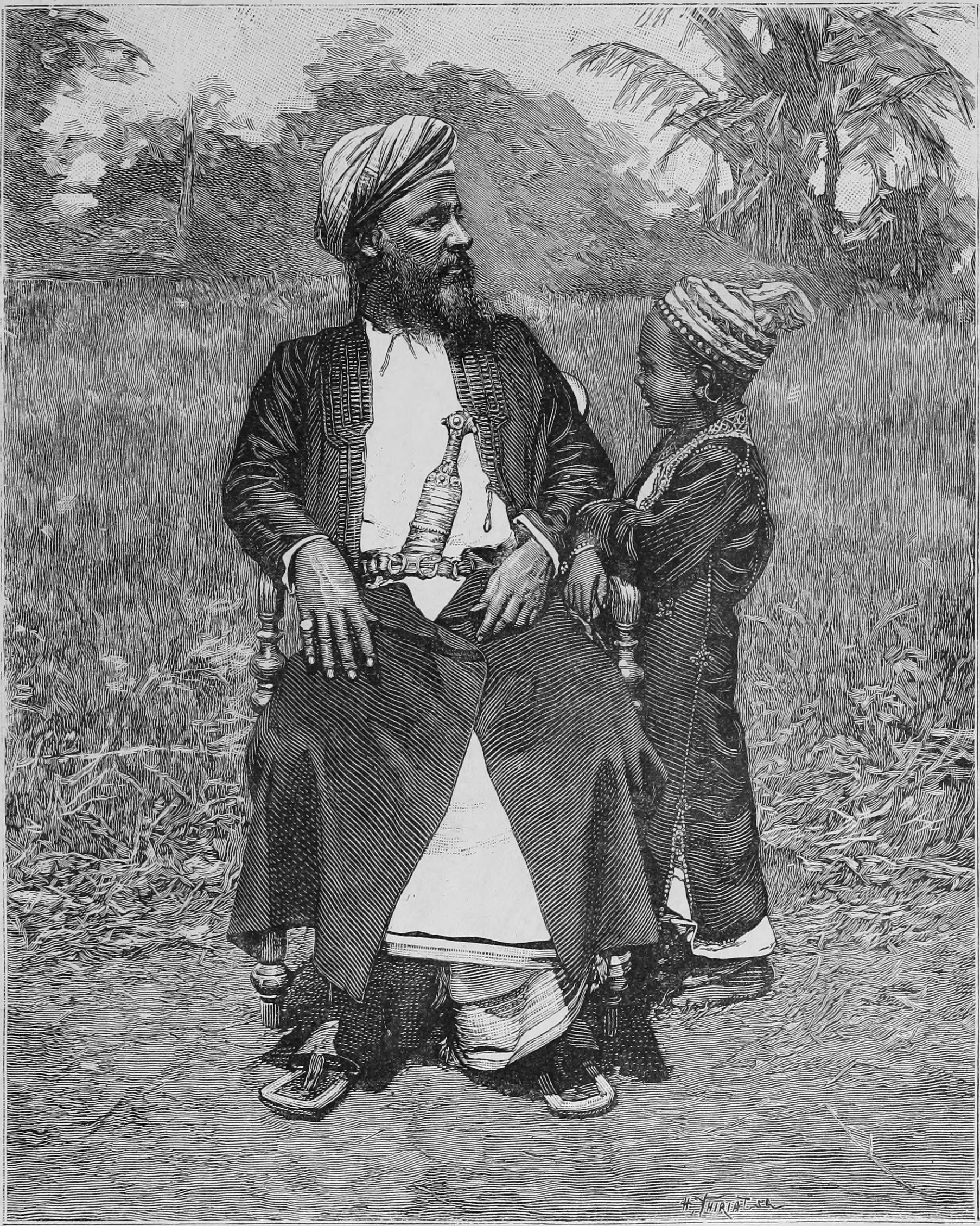
زنجباري في سنة 1880

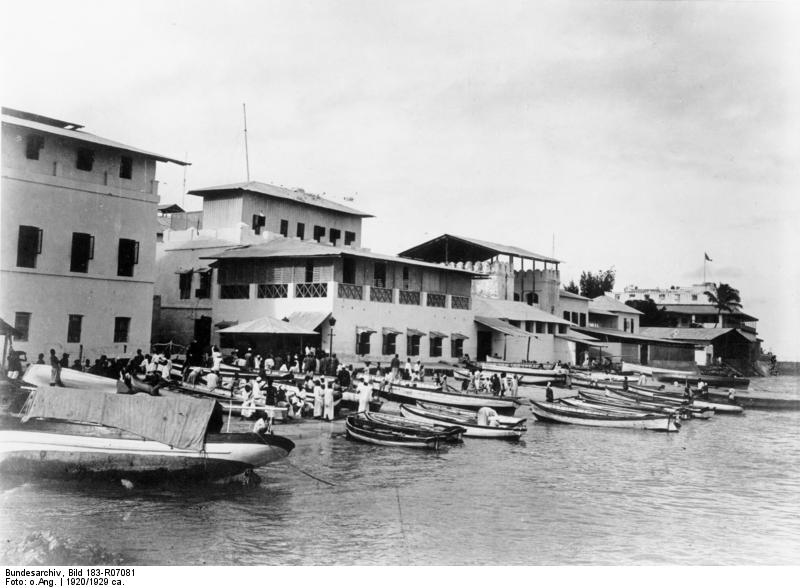
ميناء زنجبار عام 1920

بعد توزيع السلطنة العمانية ما بين الأخوين تمكن السلطان ماجد بن سعيد من السيطرة على الجزء الواقع على ساحل أفريقيا الشرقي والمعروف باسم بلاد الزنج، وعلى طرقها التجارية الممتدة إلى داخل القارة الأفريقية والتي تصل حتى قرية كوندو المطلة على نهر الكونغو. وازدهرت فيها تجارة العبيد والعاج المربحة، بالإضافة إلى التوسع في الإقتصاد الزراعي الذي ارتكز على القرنفل. أصبحت ستون تاون (عاصمة زنجبار) بمينائها الممتاز وعدم وجود نقص بالمياه العذبة إحدى أكبر وأغنى مدن شرق أفريقيا. وقد جرت بالجزيرة إعادة توزيع الأراضي حيث سلمت الأراضي الأكثر خصوبة إلى الأرستقراطيين العمانيين الذين استعبدوا المزارعين الأفارقة في زراعة الأراضي. وكان ابحار السفن الشراعية في كل عام عبر المحيط الهندي من الجزيرة العربية وبلاد فارس والهند مع الرياح الموسمية التي تهب من الشمال الشرقي حاملين الحديد والقماش والسكر والتمور. وعندما تنتقل الرياح الموسمية إلى الجنوب الغربي في مارس وأبريل كان التجار يغادرون مع معبأة سفنهم مليئة قشور ظهر السلحفاة ودهان الكوبال والقرنفل وجوز الهند والأرز والعاج والعبيد.
عدت تجارة الرقيق من أكثر الأنشطة الاقتصادية ربحا في زنجبار. وكانت الغالبية العظمى من السود الذين يعيشون في الجزيرة إما عبيد جلبوا من شرق أفريقيا أو أحفادهم. وكانوا يجلبون في مراكب شراعية، حيث يعبئ المركب بالعديد منهم مع انعدام الأمن أو الراحة. وكالعادة يموت الكثير منهم في تلك الرحلة. وعند وصولهم زنجبار يجردون من ملابسهم بالكامل وينظفون، وثم تدهن أجسامهم بزيت جوز الهند ويلبسونهم أساور ذهبية وفضية تحمل اسم التاجر الذي يملكهم. في تلك المرحلة يساقون بخط واحد في شوارع ستون تاون بحراسة العبيد المخلصون للسلطان وبأيديهم سيوف أو رماح حتى يظهر شخص ما يبدي اهتماما فيهم.
سيطر سلطان زنجبار على قطاع كبير من سواحل البحيرات العظمى الأفريقية والمعروفة باسم الزنج وكذلك على الطرق التجارية الممتدة عبر القارة وحتى كيندو على نهر الكونغو. ولكن مع بداية 1887 إلى 1892 بدأت زنجبار تخسر أملاكها أمام القوي الاستعمارية العظمى. وإن كانت باعت أو تنازلت عن بعضها (مثل مقديشو إلى إيطاليا أو مومباسا إلى بريطانيا). ففي نوفمبر 1886 وضعت لجنة الحدود الألمانية-البريطانية ساحل الزنج بحيث أبقوا لزنجبار شريط ساحلي عرضه 10 ميل بحري (19 كم) على طول الشريط الساحلي لشرق أفريقيا، والذي يمتد من رأس دلجادو (ضمن أراضي موزمبيق حاليا) إلى كيبيني بكينيا، بما فيها ممباسا ودار السلام والجزر المحيطة بالإضافة إلى العديد من القرى الموجودة في مايسمى الآن الصومال.
وادعت سلطنة زنجبار أواخر القرن التاسع عشر أنه تسيطر على مقديشو في القرن الأفريقي والجنوب الصومالي. ولكن السلطة الفعلية كانت بيد سلطنة غلدي الصومالية القوية (التي كانت تسيطر أيضًا على نهر جوبا ومنطقة شيبلي في المناطق الداخلية للصومال حيث كانت في أوجها). وفي سنة 1892 قام سلطان غلدي: عثمان أحمد بتأجير المدينة إلى إيطاليا. وفي سنة 1905 اشترى الإيطاليون كامل الحقوق وجعلوا مقديشو عاصمة لأرض الصومال الإيطالي حديثة النشأة.
ولكن ليست بريطانيا وحدها من كان لها الوجود والحضور العسكري والسياسي في زنجبار بل تكالبت كثير من الدول على هذه الجزيرة حيث كانت الولايات المتحدة سباقة إلى أرض زنجبار قبل الوجود البريطاني، وقد أبرمت السلطنة معاهدات مع أمريكا بداية حيث أن نفوذ أمريكا كان هو المتسلط في زنجبار أثناء السنين التي أعقبت وصول السيد سعيد وبقيت مدة طويلة متسلطة على جميع المصالح التجارية في أفريقيا الشرقية بل كانت عندها قاعدة عسكرية في زنجبار بمنطقة تونغو(tunguu) ضمن الاتفاقية العسكرية بين البلدين والتي عقدت أساسا من أجل مكافحة البرتغاليين في موزمبيق وأغلقت هذه الأخيرة في عهد الثورة والاتحاد مع تنجانيقا، لما قطعت العلاقات في منتصف الستينات مع الولايات المتحدة الأمريكية، ولم تكن فرنسا بمنأى عن هذه المعاهدات السياسية فقد شاركت فيها سيما ولأنها تملك مستعمرتين واقعتين بالقرب من هذه الجزيرة وهما (مدغشقر وجزر القمر) حيث كانتا تحت السيطرة الفرنسية، وتلتها إيطاليا 1877، ثم ألمانيا 1885، ثم روسيا 1896 م وفحوى هذه المعاهدات أن تضمن هذه السلطنة لرعايا هذه الدول الحقوق التجارية والسكنى في زنجبار بلا مانع ولا رادع وتشمل إعفاء الأوروبيين من تسليم الرسوم والمعشرات للحكومة.
اشتهرت زنجبار عالمياً بتوابلها وعبيدها خلال القرن 19 وعلى النحو التالي:أرض التوابل الأسطورية ومركز العبودية الخسيس وبداية انتقال الحملات الإستكشافية إلى غموض القارة الشاسعة. وكانت الجزيرة في ذروتها خلال النصف الثاني من القرن 19، حيث كان الميناء الرئيسي لتجارة الرقيق في منطقة البحيرات الكبرى في أفريقيا. وكان يلج مايقرب من 50 ألف عبد أسواق الرقيق في زنجبار كل عام في القرن ال19. قدّر ديفيد ليفينغستون بأن 80,000 أفريقي يموتون كل سنة قبل أن يصلوا إلى الجزيرة.) وكان تيبوتيب أسوأ النخاسين سمعة ولكنه كان كذلك تاجر وصاحب مزارع وحاكم. وقد جذبت توابل زنجبار سفن من أماكن بعيدة، مثل الولايات المتحدة التي أنشأت قنصلية سنة 1837. كان اهتمام المملكة المتحدة في وقت مبكر في زنجبار مدفوعا بالتجارة والتصميم على إنهاء تجارة الرقيق. فوقع البريطانيون في 1822 أول سلسلة من المعاهدات مع السلطان سعيد للحد من هذه التجارة، ولكن لم يحظر بيع العبيد حتى سنة 1876 تحت ضغط بريطاني قوي، ولكن العبودية نفسها ظلت قانونية في زنجبار حتى سنة 1897.
تميزت زنجبار بامتلاك أول قاطرة بخارية في البحيرات العظمى الأفريقية، وذلك عندما أمر السلطان برغش بن سعيد بمحرك قاطرة صغير لسحب عربته الملكية من المدينة إلى قصره الصيفي في شوكواني. أما أشهر القصور التي بناها السلاطين كان بيت العجائب والذي اعتبر اليوم أحد أشهر المعالم السياحية في زنجبار.

## نفوذ بريطانيا والحكم

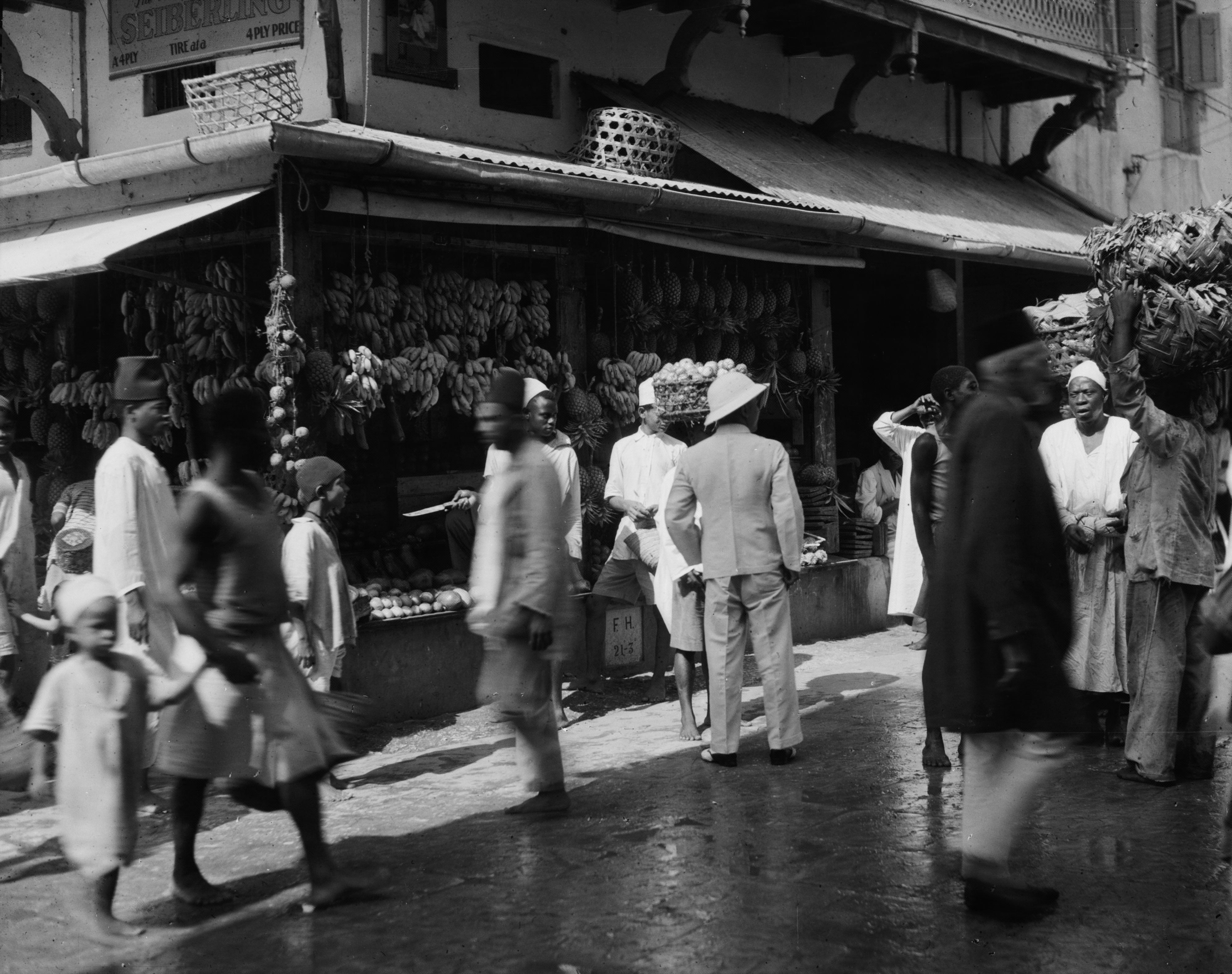
سوق زنجبار حوالي سنة 1910. ويمكن رؤية المستعمر البريطاني في الوسط مرتديا بدلة من الكتان والخوذة البيضاء.

بدأت الإمبراطورية البريطانية بتولي الأمور تدريجيا. حيث أضفت الطابع الرسمي على هذه العلاقة من خلال معاهدة هيليغولاند-زنجبار مع ألمانيا سنة 1890، والتي تعهدت ألمانيا فيها بعدم التدخل بالمصالح البريطانية في زنجبار. جعلت تلك المعاهدة زنجبار وبمبا محميتين بريطانيتين (وليس مستعمرات) وقطاع كابريفي (وهو الآن في ناميبيا) جزءًا من جنوب غرب أفريقيا الألمانية. بقي الحكم البريطاني من خلال سلطان (أو وزير) دون تغيير.
بعد وفاة حمد بن ثويني في 25 أغسطس 1896 استولى ابن عمه ونسيبه خالد بن برغش النجل الأكبر للسلطان الثاني برغش بن سعيد على الحكم واعلن نفسه الحاكم الجديد. وهذا مخالف لرغبات الحكومة البريطانية التي فضلت حمود بن محمد. أدى ذلك إلى مواجهة يوم 27 أغسطس 1896، سميت فيما بعد بالحرب الإنجليزية الزنجبارية عندما أعطت خالد إنذارًا مدته ساعة واحدة للمغادرة ولكنه رفض. فأطلقت سفن البحرية الملكية النار في الساعة التاسعة صباحاً فدمرت قصر بيت الحكمة، فهرب خالد إلى القنصلية الألمانية. أعلن بعدها عن وقف إطلاق النار بعد 45 دقيقة من بدء العملية. وقد أعلن السلطان حمود الحاكم الجديد وعادت الأمور إلى نصابها. وبفضل الالتزام بالمطالب البريطانية وضع حدًا لدور زنجبار مركزا لتجارة الرقيق الشرقية منذ قرون بعد حظرها العبودية وتحرير العبيد وتعويض أصحابها وذلك في سنة 1897. وكان ابن حمود وولي عهده علي قد تلقى تعليمه في بريطانيا.
وقد عين البريطانيون بدءا من 1913 وحتى الاستقلال 1963 مقيمين خاصين بهم (أو الحاكم فعليا). إحدى أهم الإصلاحات التي جلبها البريطانيون هو إنشاء الصرف الصحي السليم، ونظام التخلص من القمامة ونظام الدفن حيث كانت تفوح من شواطئ زنجبار روائح الأجسام المتعفنة والبراز والقمامة. فساعد هذا النظام الجديد على القضاء على الرواح الكريهة في ستون تاون، التي أبعدت الكثير من الزوار الغربيين.

## الاستقلال والثورة

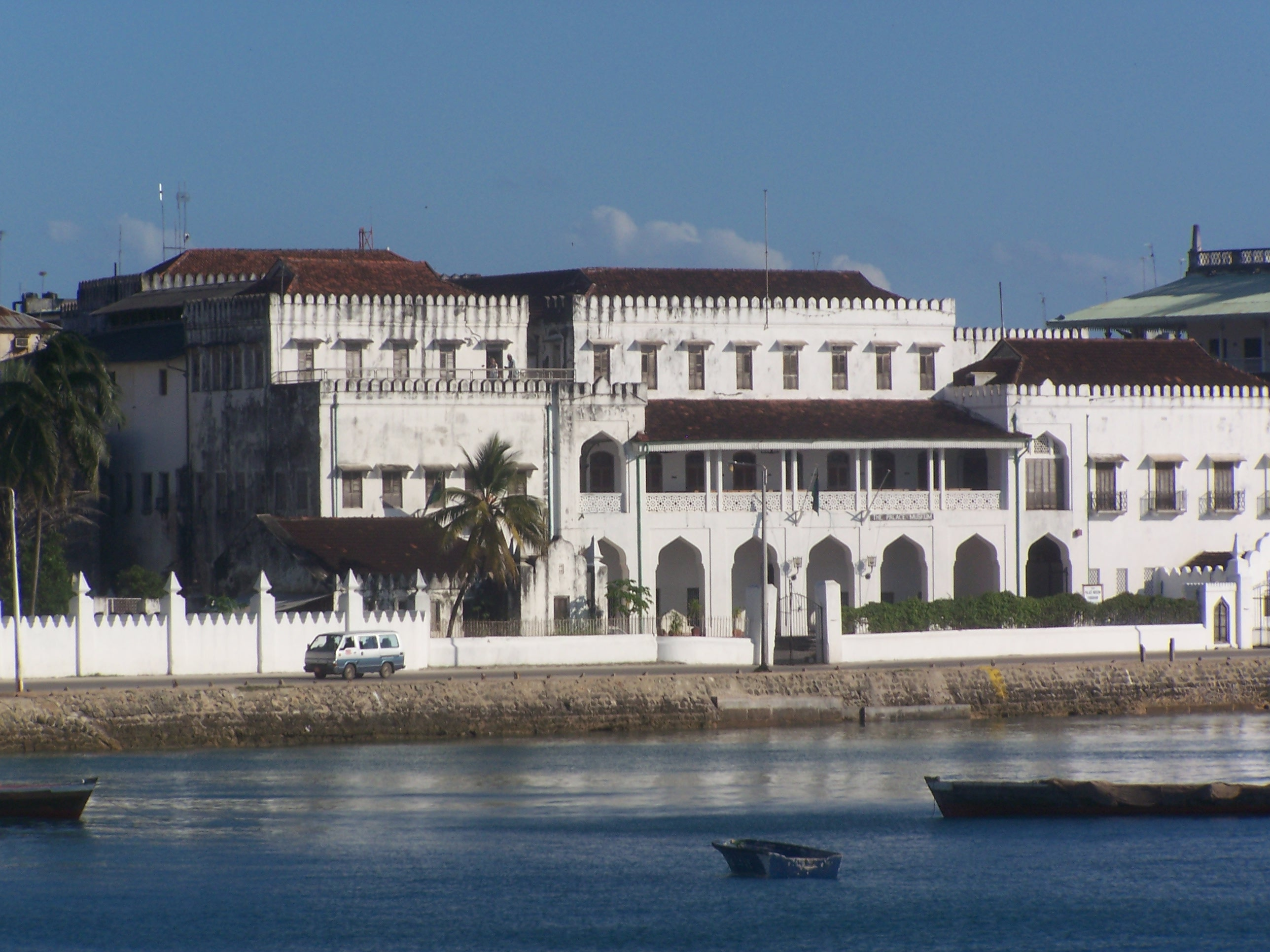
قصر السلطان.

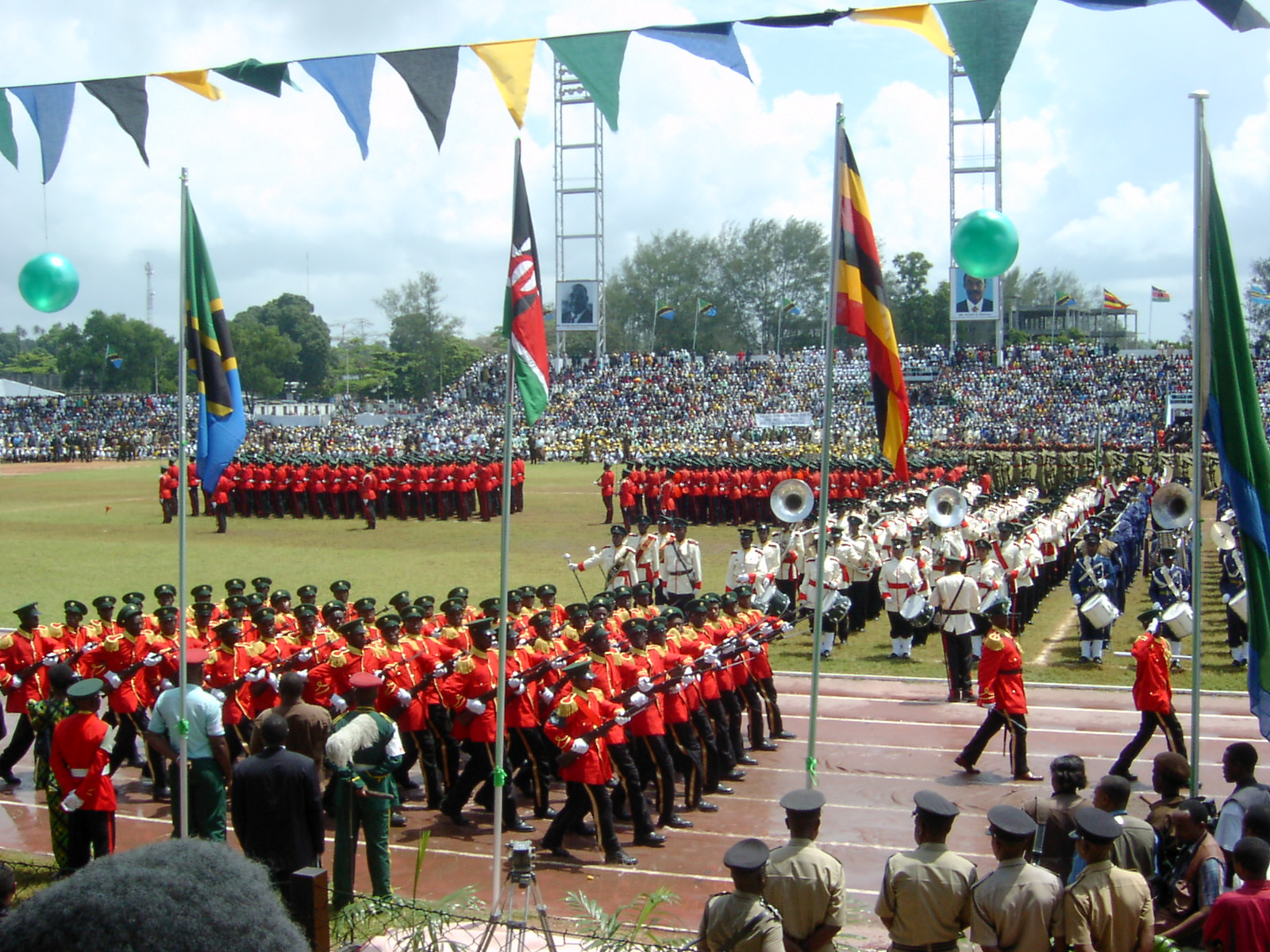
حفل بمناسبة الذكرى الأربعين لثورة زنجبار في سنة 2004.

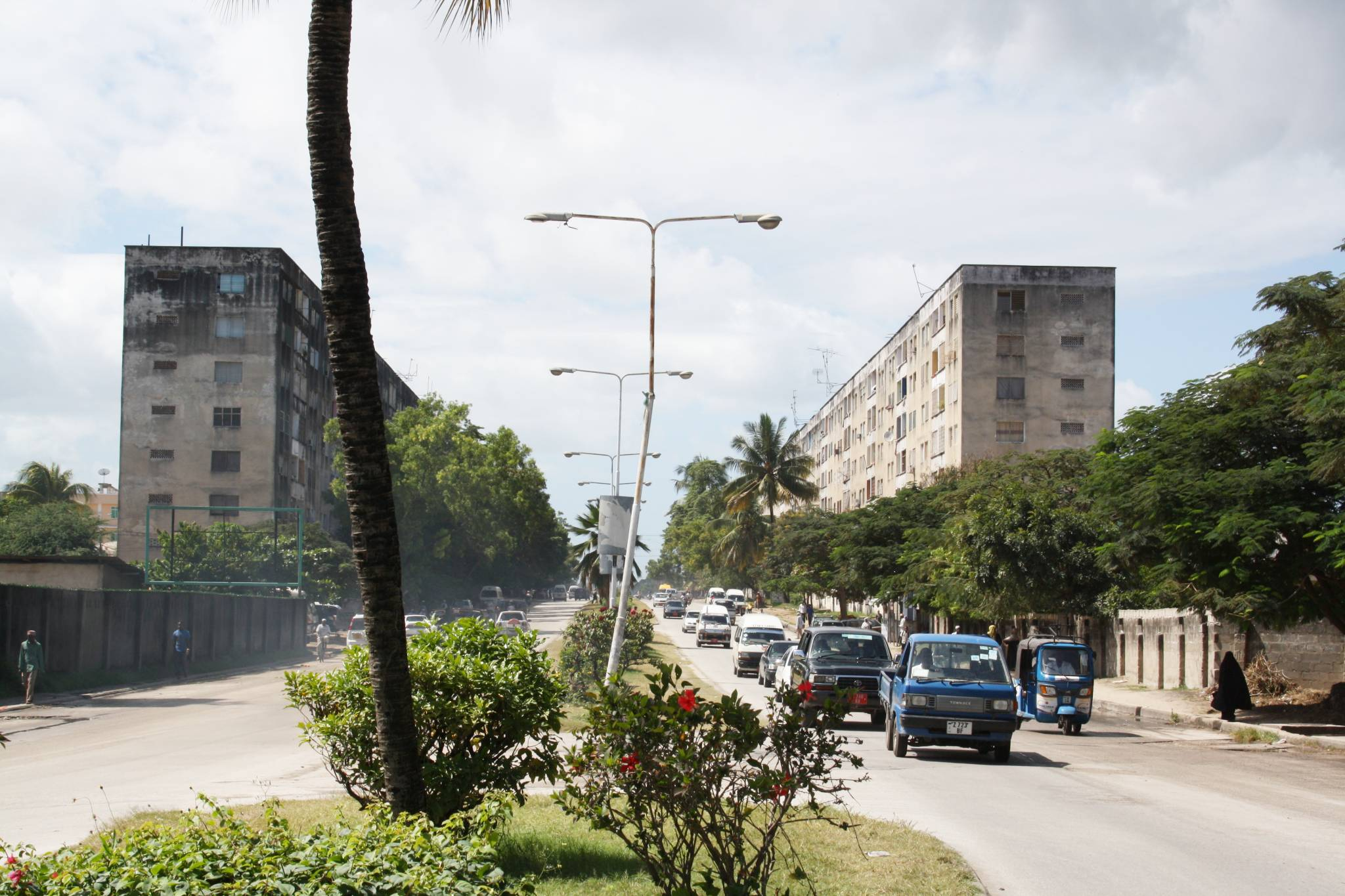
المجمعات السكنية التي بنتها ألمانيا الشرقية في مشينزاني مدينة زنجبار

في 10 ديسمبر 1963 نالت زنجبار استقلالها عن المملكة المتحدة لتصبح ملكية دستورية في عهد السلطان جمشيد بن عبد الله. ولكن لم تدم تلك الحالة طويلاً، حيث تم الإطاحة به وبالحكومة المنتخبة ديموقراطياً في 12 يناير 1964 ثورة زنجبار بزعامة جون أوكيلو وهو مواطن أوغندي قام بتنظيم وقيادة الثورة مع أتباعه في الجزيرة. واختير الشيخ عبيد أماني كرومي رئيسا لجمهورية زنجبار الشعبية وبمبا. وقُتل جراء تلك الثورة عدة آلاف من العرب (مابين 5,000-12,000 زنجباري من أصل عربي) ومدنيون هنود، واحتُجز آلاف آخرون أو طُردوا وصودرت ممتلكاتهم أو دمرت. يوثق فيلم Africa Addio أعمال العنف والمذابح التي يتعرض لها المدنيون العرقيون غير المسلحين.
وقامت الحكومة الثورية بتأميم العمليات المحلية للبنكين الأجنبيين في زنجبار، وهما ستاندرد بنك وبنك جريندليز الوطني. قد تكون هذه العمليات المؤممة قد وفرت الأساس لقيام بنك الشعب الزنجباري الذي أنشئ حديثًا. أما بنك غيتا ليلا الذي يملكه الهنود الزنجباريون فقد أغلق. بالرغم من الحاح حكومة زنجبار الثورية على مواصلة العمل، والسبب في ذلك هو فقدان قاعدة عملائه الهنود الذين غادروا الجزيرة بعد الثورة مما جعل من المستحيل استمراره.
كان أحد الآثار الرئيسية للثورة في زنجبار هو كسر قوة الطبقة الحاكمة العربية / الآسيوية التي استمرت نحو 200 عام. على الرغم من الاندماج مع تنجانيقا إلا أن زنجبار احتفظت بمجلس ثوري ومجلس النواب الذي بقي حتى سنة 1992 ويعمل بنظام الحزب الواحد وله سلطة على الشؤون الداخلية. وأصبح كرومي أول رئيس لزنجبار وهو رئيس الحكومة المحلية. استعانت تلك الحكومة على نجاح الثورة لتنفيذ الإصلاحات في الجزيرة. العديد من الثوار شاركوا في إزاحة العرب عن السلطة. وتقريبا أصبحت الحكومة في زنجبار أفريقية بالكامل، وسحبت الأراضي من العرب وأعيد توزيعها على الأفارقة. كما وضعت الحكومة الثورية إصلاحات اجتماعية مثل الرعاية الصحية المجانية وفتح نظام التعليم للطلاب الأفارقة (وكان عددهم لم يتجاوز 12٪ في المدارس الثانوية قبل الثورة).
بعد الثورة طلبت الحكومة المساعدة من الاتحاد السوفييتي وألمانيا الشرقية وجمهورية الصين الشعبية لتمويل المشاريع والاستشارة العسكرية. ولكن فشل العديد من المشاريع التي أدارتها ألمانيا الديمقراطية بما فيها مشروع زنجبار الجديدة وهو مخطط إعادة تجديد المدينة سنة 1968 لتوفير شقق لجميع الزنجبارين، جعل من زنجبار أن تركز على المساعدات الصينية. وتعرضت حكومة زنجبار في مرحلة مابعد الثورة باتهامات أنها تضع ضوابط صارمة على الحريات الشخصية والسفر وممارسة المحسوبية في التعيينات في المكاتب السياسية والصناعية، وكانت الحكومة التنزانية الجديدة عاجزة عن التدخل. وبلغت قمة الاستياء من الحكومة مع اغتيال كرومي في 7 أبريل 1972، والذي أعقبه أسابيع من الاقتتال بين القوات الموالية والمعارضة للحكومة. وفي سنة 1992 تأسس نظام تعدد الأحزاب، وإن ظلت زنجبار متعثرة بسبب مزاعم الفساد وتزوير الانتخابات، على الرغم من أن الانتخابات العامة في 2010 كانت بمثابة تحسن كبير في نظام الانتخابات.
لا تزال الثورة بحد ذاتها حدثًا مهمًا لزنجبار والدارسين عنها. فقام المؤرخون بتحليل الثورة على أساس عرقى واجتماعى مع ذكر البعض أن الثوريين الأفارقة يمثلون بروليتاريا تمردت ضد الطبقات الحاكمة والتجارية الممثلة بالعرب والهنود. ويخمن آخرون هذه النظرية ويعرضونها على أنها ثورة عنصرية تفاقمت بسبب التفاوت الاقتصادي بين الأجناس.
وتعد الثورة حدثًا ثقافيًا رئيسيًا في زنجبار وتميزت بالإفراج عن 545 سجينًا في ذكرى الثورة العاشرة، وبعرض عسكري في الذكرى الأربعين. واعلنت حكومة تنزانيا يوم ثورة زنجبار عطلة رسمية. يتم الاحتفال به يوم 12 يناير من كل عام.